# El rapto de Proserpina

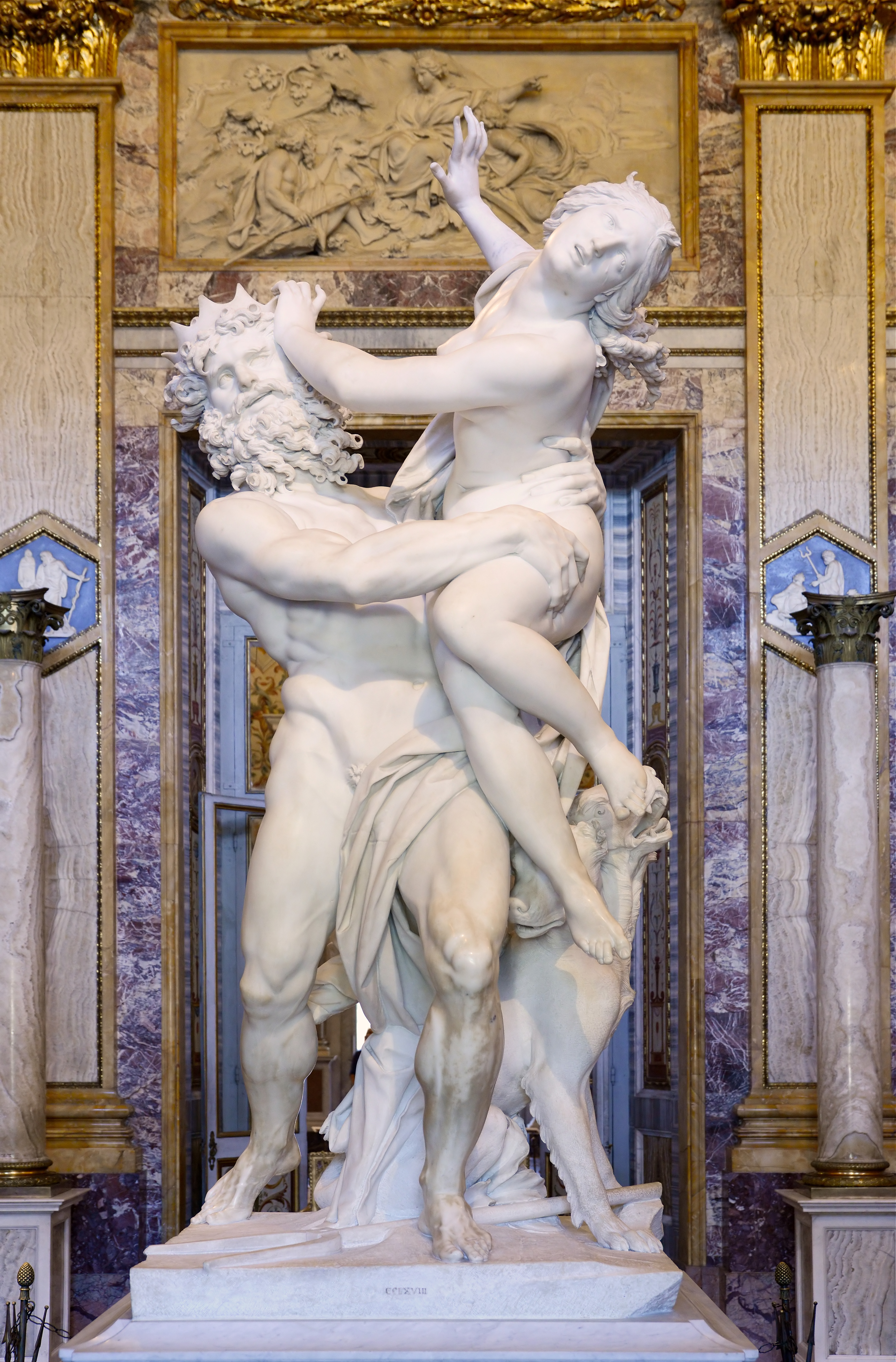
El rapto de Proserpina.

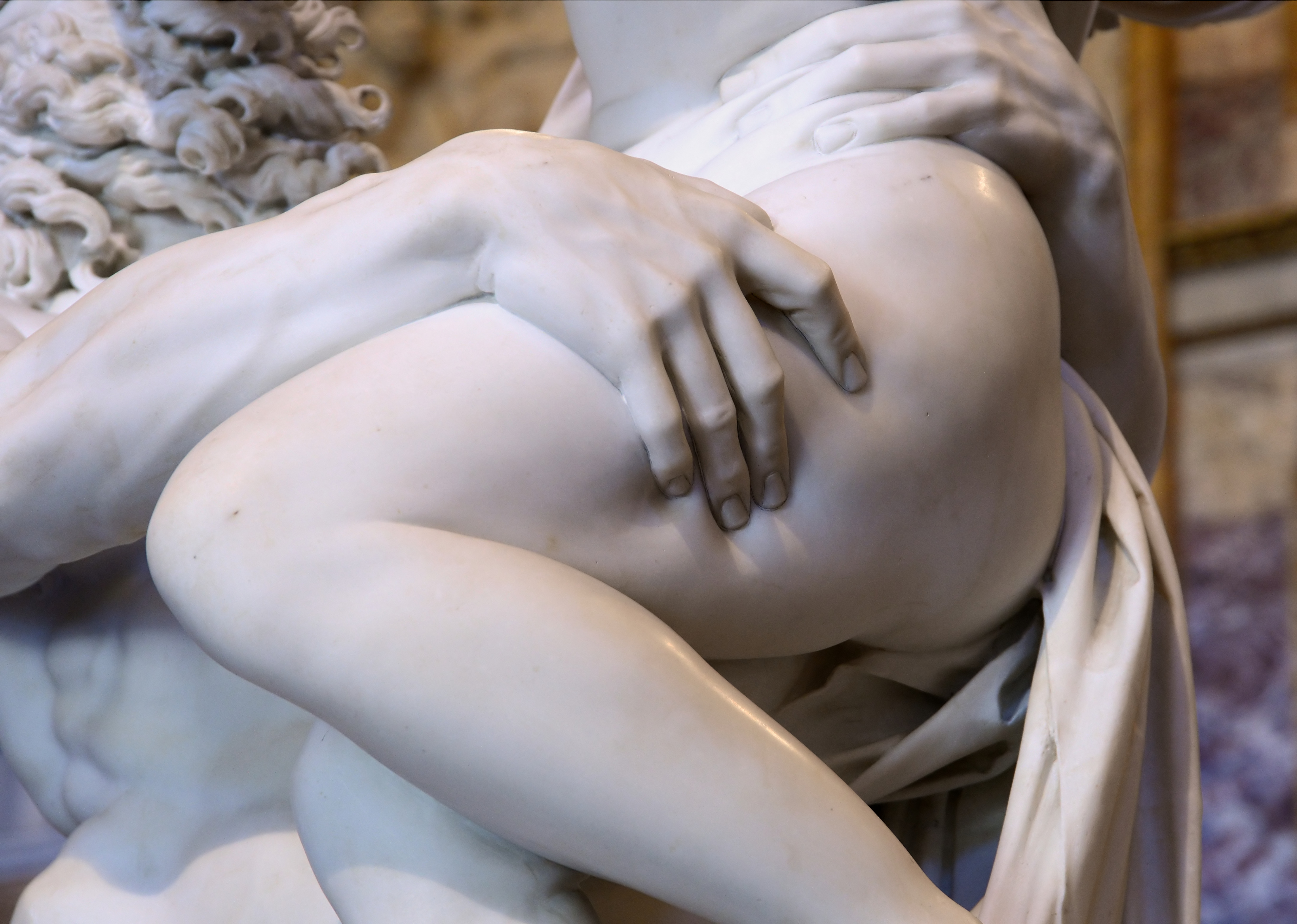
Un detalle del lado derecho de la escultura que muestra cómo los dedos de Plutón aprietan el cuerpo de Proserpina.

El rapto de Proserpina es una escultura realizada por Gian Lorenzo Bernini entre los años 1621 y 1622 perteneciente, por lo tanto, al Barroco.
Fue encargada por Scipione Borghese, que se la cedió al Cardenal Ludovico Ludovisi en 1622, quien la llevó a su villa. Permaneció allí hasta 1908, cuando el Estado italiano la adquirió y la devolvió a la Galleria Borghese.
Es una gran estatua de mármol, perteneciente a un grupo escultórico ejecutado por el artista. Retrata un momento del mito de Plutón y Proserpina (Perséfone en la mitología griega), una historia presente tanto en Las metamorfosis de Ovidio, un poeta romano del siglo I d. C., como en De raptu Proserpinae, una pieza escrita 400 años después por Claudiano. 
Esta historia gira en torno al secuestro de Proserpina, la hija de Júpiter (Zeus en la mitología griega) y Ceres, la diosa romana de la agricultura, equivalente a la Deméter griega. Mientras recogía flores, Proserpina fue atacada por un enamorado Plutón, el dios del inframundo, quien salió de la tierra en un carro tirado por cuatro caballos negros. Aunque Ceres oyó los gritos de su hija mientras era arrastrada al inframundo, no llegó a tiempo para rescatarla.
Sin embargo, “una vez que se dio cuenta de que Plutón había secuestrado a Proserpina”, explica Getty, “Ceres se puso furiosa y causó que la tierra se secara y las cosechas se perdieran. Desde los cielos, Júpiter vio que la tierra estaba árida y muerta, por lo que decidió intervenir, y finalmente se llegó a un acuerdo: Proserpina pasaría la mitad del año con su madre y la otra mitad en el inframundo con Plutón”.
La posición, un contraposto retorcido mediante la denominada línea serpentinata, es una reminiscencia del Manierismo, y permite una observación simultánea del rapto (según se mira desde la izquierda) con Plutón tratando torpemente de mantener a Proserpina sujeta; de la llegada al Hades (mirando de frente, parece llevar en brazos a su víctima); y de la petición de Proserpina a su madre de regresar durante seis meses a la Tierra (si contemplamos desde la derecha, con las lágrimas de la mujer, el viento sobre su pelo y el can Cerbero ladrando). 
Es notable la representación detallada de la blandura de la carne: Proserpina empuja la cabeza de Plutón estirando su piel, y los dedos de este aprietan cruelmente la carne de Proserpina tratando de inmovilizarla.